# پاول کرور
پاول کرور (انگلیسی: Paul Krewer؛ ۱۰ ژوئن ۱۹۰۶ – ۲۰۰۰) ورزشکار دوچرخه‌سواری اهل آلمان بود.
او در مسابقات کشوری و بین‌المللی در مجموع برندهٔ ۲ مدال نقره، ۱ مدال برنز شده‌است.